# William Roberts (giocatore di football americano)
William Harold Roberts (Miami, 5 agosto 1962) è un ex giocatore di football americano statunitense che ha militato nei ruoli di guardia e offensive tackle nella National Football League (NFL).

## Carriera
Roberts fu scelto nel corso del primo giro (27º assoluto) dai New York Giants. Dopo avere disputato 8 gare come tackle nella sua stagione da rookie, saltò tutta la successiva per infortunio, divenendo stabilmente titolare nel 1987. Nel 1989 fu spostato nel ruolo di guardia
Roberts fu convocato per il Pro Bowl nel 1990 e disputò tre Super Bowl, vincendo il Super Bowl XXI e il XXV con i Giants e perdendo il Super Bowl XXXI con i New England Patriots. Si ritirò nel 1997 dopo 13 anni di carriera, in cui giocò 195 partite, di cui 154 come titolare.

## Palmarès

### Franchigia
- Super Bowl : 2

New York Giants: XXI, XXV
- National Football Conference Championship: 2

New York Giants: 1986, 1990
- American Football Conference Championship: 1

New England Patriots: 1996

### Individuale
- Convocazioni al Pro Bowl: 1

1990